# ГЕС Мессохора
ГЕС Мессохора — недобудована гідроелектростанція в центральній Греції у верхній течії річки Ахелоос (басейн Іонічного моря), мала стати найвищою станцією у каскаді.
Ще в 1930-х роках запропонували проєкт перекидання води Ахелооса до розташованої на схід  Фессалії. Передбачалося спорудити у верхів'ях річки дві греблі — північніше (вище за течією) Мессохора та південніше Сікія. Безпосередньо транспортування води на схід здійснювалося б із водосховища останньої, тоді як Мессохора давала б змогу накопичувати водні ресурси для їх рівномірнішого використання. Практичний інтерес до проєкту відновився у 1980-х, і в 1994-му оголосили тендер на будівництво греблі Мессохора. У 2001 році ця споруда була практично завершена. Її виконали у вигляді кам'яно-накидної греблі з бетонним облицюванням, з висотою 150 метрів та довжиною 350 метрів. Це давало змогу створити водосховище об'ємом 228 млн м3.
При греблі планувалось облаштувати гідроелектростанцію потужністю 162 МВт, обладнану двома однаковими турбінами типу Френсіс. Вода для її роботи повинна була відводитись по дериваційному каналу довжиною 1 км до Глістри (нижче за течією Ахелоосу), завдяки чому напір досягав би 200 метрів. Плановане річне виробництво електроенергії розраховувалося як 231 млн кВт·год.
Майже одразу після початку будівництва проєкт перекидання ресурсів Ахелоосу до Фессалії виявився обтяженим судовими позовами з боку незадоволених землевласників, водокористувачів, екологів та прихильників захисту історичної спадщини. Це призвело до того, що станом на середину 2010-х років гребля Мессохора так і залишилась незавершеною, а її подальша доля наразі остаточно не вирішена.